# ゲルゲットショッキングセンター
ゲルゲットショッキングセンターはニッポン放送で、1995年11月6日から1999年3月25日に放送したラジオ番組。

## 番組概要
1995年、ニッポン放送の平日帯 夜ワイド番組は『伊集院光のOh!デカナイト』が伊集院光と番組スタッフの齟齬から番組が打ち切られた。以降は月曜日 - 木曜日 22時台と23時台は『キャイ〜ン天野ひろゆきのMEGAうま!ラジオバーガー』。24時台は『ミッドナイトミュージックダンク』を編成したが、同年11月2日で『ラジオバーガー』は終了。11月30日で『ミュージックダンク』も終了した。パーソナリティはラップユニット　ブランニューモンキーズのラッパー（当時）井手功二を起用。放送開始日 前日の特番枠にパイロット番組を編成して、翌日から番組を開始した。
番組タイトルの「ゲルゲ」は放送当時の世の若者達が日頃 気になっている事柄、物。怪しい事柄、物。今一番やってみたいこと、欲しい物の総称を現した言葉で、番組構成は架空の4階建てのショッピングセンターという設定。フロア（パート）を移す毎にエレベーターの到着音と番組アシスタントによるフロア紹介を行う演出を取った。番組構成はその後、「楽屋ネタ」をメインにパーソナリティとアシスタントが様々な事に実行したり、電リクを行った。
井手が当時、特に興味を持ったテレビアニメ『新世紀エヴァンゲリオン』を大フィーチャーして、コーナー化した事で番組開始半年後より、聴取率は同時間帯の番組トップを獲得した。1997年の旧劇公開後にこのコーナーを纏めた『井手功ニのエヴァンゲリオンフォーエヴァー』という題名の本が発売された。
1999年4月、ニッポン放送は平日 22時台 - 4時台（28時台）の番組編成を見直し、「LF+R」として『オールナイトニッポン』を22時からの3部制とした。当番組も再編の対象とされ、1999年3月25日に終了した。
出演者はアシスタントに同局のアナウンサーで入社 2年目の垣花正がマイクネームをラッパーのLL・クール・Jから捩った「LFクールK」と称して、髪型をモヒカンにする奇抜な格好をして出演した。これは当番組のディレクターであり、プロデューサーの土屋夏彦から「お前は明日からモヒカンに革ジャンでクールKを名乗れ」と指示された為で、本人としては「ニュース原稿も読めず、オールナイトニッポン 月曜2部で枠を貰ったものの何もできないまま、1年も経たずに打ち切られたことでアナウンサー人生に未来が見えなくなり、失意の下で自分を消し去りたい」という気持ちとキャラ付けの意味を込めての行動だった。1995年に入社した新人アナウンサーの山岡和美も垣花とともにアシスタントを務めた。山岡はマイクネームをエレベーターガールの「ジャネット山岡」と称して、金髪のカツラを被って出演した。
当番組の終了後、井手は『@llnightnippon.com』の水曜日を担当。垣花は「LFクールK」名義を継続して、24時台のみ続投。『LFクールKのLF+R フライングビート』を担当した。

## 出演者

### パーソナリティ
- 井手功二（ミュージシャン。ブランニューモンキーズ、チャーミースマイル&グリーンヘッド）

### アシスタント
- LFクールK（ニッポン放送アナウンサー(当時)
- ジャネット山岡（ニッポン放送アナウンサー(当時)1995年11月 - 1997年3月
- おじいちゃん（DJ TAKAWO）（DJ、ブランニューモンキーズ）1995年11月 - 1997年7月31日

#### 日替わりアシスタント
- 月曜：大賀埜々（女優）- 1997年10月 - 1998年6月
- 火曜：麻績村まゆ子（声優） - 1997年10月 - 1998年6月
- 水曜：森ひろこ（グラビアアイドル） - 1998年4月 - 1998年6月
- 水曜：仲間由紀恵（タレント） - 1997年10月 - 1998年3月25日
- 木曜：江藤麻由（CMタレント） - 1997年10月 - 1998年6月

## 放送時間
※JST表記

### 放送終了時点
- 月 - 木曜 22:00 - 25:00 - 1995年12月4日 - 1999年3月25日

### 過去
- 月 - 木曜 22:00 - 24:00 - 1995年11月5日 - 11月30日

### ネット局

#### フロート番組
- ローソン ミュージックアクション ゲルゲ ハイスクールランキング[8]

マーケティング会社であるティーンズネットワークシップが運営していた、首都圏の高校生ネットワーク「ティーンズネットワークシップ」200人による調査から、毎週の投票データを元に最新ヒット曲のチャートを紹介するコーナー。ランキングは当時：全国に出店していたローソン店舗内の店内放送「ローソンCSほっとステーション」にて聴取可能で、新星堂が発刊していたフリーペーパーでもランキングを掲載していた
| 放送対象地域 | 放送局     | 放送時間      | 備考                                                      |
| ------------ | ---------- | ------------- | --------------------------------------------------------- |
| 北海道       | STVラジオ  | 23:40 - 23:50 |                                                           |
| 中京圏       | 東海ラジオ | 22:10 - 22:20 | 『Pee Pee Jaca Jacans』→『ぷるぷるMagicモンスター』に内包 |
| 近畿圏       | ABCラジオ  | 25:00 - 25:10 |                                                           |
| 広島県       | 中国放送   | 23:45 - 23:55 |                                                           |
| 福岡県       | KBCラジオ  | 22:50 - 23:00 | 『ダブルバスターズ』に内包                                |

## タイムテーブル
フロアを移動する毎にエレベーターの音とジャネット山岡によるフロア紹介を行い、番組からのお知らせはデパートの館内で流れるチャイム音のSEとともにジャネットが読み上げた。
1997年秋の番組改編で、このスタイルでの放送は終了。以降は電リクを主体とした番組構成に変更した。
- 22:00 - 22:05 / オープニング
- 22:05 - 22:15 / 1階（グラウンドフロアー）ゲルゲ大バザール

番組で用意した商品をリスナーにプレゼントするコーナー。
はがき抽選で商品はプレゼントされる。
- 22:15 - 22:25 / コーナー番組
- 22:25 - 22:40 / 2階 アニメ＆カルチャーフロアー

アニメとカルチャーに纏わるゲストを呼ぶコーナー。
エヴァのコーナーは月曜日のこの時間だった。
- 22:40 - 22:45 / ゲルゲビンゴ 1回目

ビンゴ読み上げが終わり次第、コーナー番組を放送。以後も同様。
- 22:45 - 22:55 / コーナー番組

コーナー番組終了後は当選者発表。
- 22:55 - 23:00 / ゲルゲビンゴ 1回目当選者発表
- 23:00 - 23:25 / 中2階 ゲストフロアー

その次節の話題のゲストを呼び、井手・クールKとトークをするコーナー。
- 23:25 - 23:30 / ゲルゲビンゴ 2回目
- 23:30 - 23:40 / コーナー番組
- 23:40 - 23:50 / ゲルゲビンゴ 2回目当選者発表
- 23:50 - 24:00 / コーナー番組
- 24:00 - 24:10 / 3階 DJブース ローソン ミュージックアクション ゲルゲ ハイスクールランキング

コーナー概要は上記参照。10位から順にクールKが発表した。
- 24:10 - 24:20 / コーナー番組
- 24:20 - 24:35 / 4階 ゲルゲットアミューズメント ストリート＆アミューズメントフロアー

宇治田みのるが担当したコーナー。当時の最新流行を宇治田が紹介した。
このコーナーで紹介した物が度々、流行になったことから、番組内では「宇治田が喋れば、ブームが起こる」とまで言われた。
- 24:35 - 24:55 / ぽっぷん王国ミュージックスタジアム

番組開始時は井手功二が担当。1999年より、荘口彰久アナが担当。前番組の関係から、荘口アナは音太と呼ばれていた。
- 24:55 - 25:00 / エンディング

ぽっぷん王国から引き続き、荘口アナが出演することがあった。
最後は「ゲルゲ!」のコールで番組終了。

## 主なコーナー

### 番組内
- ゲルゲビンゴ

上記コーナーで登場したゲストが持参した商品をリスナーにプレゼントする際の抽選コーナーとその方式のこと。応募者の電話番号をビンゴ番号に見立て、ジャネットがビンゴマシーンを操り出てきた数字15個と照合して、ビンゴが判明した場合抽選権を与えられ、リスナーが電話して正式に抽選にエントリーされ、抽選結果をリスナーに加電し、当選キーワードである「ゲルゲ」を告げないと落選になり、次点者に権利が委譲される。
コーナー開始当初は11個の数字だったが、該当せずに当選者が出ないなどの理由から15個に変更された。
聴取率調査時はコーナータイトルがスペシャル版である「ゲルゲベガス」に変わったが、好評ではなかったためゲルゲビンゴに戻されている。
- エヴァコーナー（月曜日）

『新世紀エヴァンゲリオン』の特集をヘビーローテーションで実施。聴取率週間時はエヴァ一色と言う程に展開した結果、同時間帯の聴取率調査で首位を獲得。裏番組の若者向け夜ワイド番組を終了に追い込んだ。
- エヴァクイズ
  - みやむーのあんたバカァ!?クイズ
  - 山口由里子のブザマね…クイズ
  - 長沢美樹の不潔…クイズ

新世紀エヴァンゲリオンの人気声優が各キャラクターに扮して出題するカルトクイズにリスナーが回答するコーナー。5問正解で関連グッズをプレゼントした。
1問でも誤答すると、各キャラクターの名ゼリフ（コーナー名）で罵倒される。
リスナー当人の名前を呼びながら罵倒されることから、一部には罵倒されるのを目的としてチャレンジする者がいた。
- ゲルゲ小さな幸せ、小さな不幸せ（月曜日）

リスナーから寄せられた些細な日常の幸せ不幸せを紹介するコーナー。
- リアル ときメモクイズ（火曜日）

人気女優・声優をゲストに呼び、リスナーとバーチャルデートを行いながら選択肢という名のクイズを行い、全問正解を目指すコーナー。
- テレホン大魔神（火曜日）

企業や著名人に対して、クールKがイタズラ電話を掛け、そのやりとりを紹介するコーナー。
コーナーのテーマソングはテレビアニメ『ハクション大魔王』の主題歌のサビの部分をクールKがて・て・テレホ〜ンだいまじんと歌い直した物を使用。
初回の被害者はニッポン放送の受付嬢。
1度だけ、特別番組の収録と騙して採取した井手功二の声をサンプリングマシーンにセットして、高野拳磁にイタズラ電話した。
最初は機嫌の良かった高野だが、サンプリングで用意された罵倒言葉に「今から、お前のとこに行くからな!」「2メートルの俺とどっちがストロングか試してやろうじゃねえか!?」と本気で怒り出してしまう。
この時のイタ電は生放送で、全て OAされてしまい、スタッフとリスナーを恐怖のどん底に落としめた。
- 私をお風呂につれてって（木曜日）

女性リスナーとクイズを行い、1問正解するとリスナーの服が1枚ずつ脱げ、全問正解して、服を全て脱ぐとお風呂に入り、賞金が貰えるという、現在からするとかなり際どいコーナー。
コーナー中は井手とクールKから「受話器で乳首を撫でて」「歯ブラシで下の毛をガサゴソと」といった危険な要求をされ、当時の井手功二の彼女から「あのコーナー もう止めて!」と怒られた。
- 飛んでけ ツッチー（水曜日 → 木曜日）

ニッポン放送の関係者をネタにした ショートギャグストーリーコーナー。
当時のニッポン放送はアクの強い人間が多く、「なわけよ～」を連発する土屋夏彦編成局副部長。ハガキ職人から社員になり「拙者」「ござる」が口癖の福田大介ディレクター。当時、借金や遅刻など素行不良だった LFクールK（垣花正アナ）など、ネタには事欠かず、関係者しか知りえないネタを織り交ぜながら構成されるストーリーが人気を博し、角川Mini文庫より書籍として出版された。
ネタはどんどん拡大して、田所ディレクター。丹羽ディレクター。増田ディレクター。松尾AD。田中制作部班長。クールKの妹と母親、当時の同棲相手等までネタにされた。果ては番組のアルバイト。出演者のマネージャー。井手功二のおばあちゃんまでネタにされるに至り、更に即時性も高まった（ネタとなる実際に起きた事柄（当然関係者しか知りえない内輪ネタ）から1週間程度（速い時は速達で3日）で、リスナーからハガキが送られてくるということもあったため、パーソナリティからは「どこからネタが漏れているんだ・・・」と畏怖されていた）。
後に、オールナイトニッポンモバイルで飛んでけ ツッチーがリバイバルされた際は当時からネタを作っていたのは放送作家の西川氏だったことが暗に暴露されている。
コーナーリニューアル時にOPテーマとなった森健一ディレクターの楽曲「清志郎のように」は大ブームとなり、富士急ハイランドでライブも開催された（ただし観客数は4人）。
その後、木曜日アシスタントの江藤真由、ハガキ整理アルバイトのクリリンをフィーチャーしたMORI LITTLE LIVER（モリリトルレバー 略してモリレバ）が結成され、日本武道館や鎌倉シネマワールドでライブを開催した。
代表曲に、「シェルタリング・スカイ」「SPRING IN MY WAY」「緑の歌」「甘えられた時代は過ぎて」「手紙」など。
- ゲルゲ 10万円クイズハンター（月曜日～木曜日）

23時冒頭に放送される『ヤングパラダイス』以後の歴代夜ワイド番組から受け継いだリスナー参加型のクイズコーナー。リスナー2人（初期は1人）が10問のクイズに回答して、全問正解すると賞金として、10万円がプレゼントされるというコーナー。それまでの歴代コーナーとは異なり、難易度の選択や強制失格のトラップは一切無く全問正解すれば無条件で10万円が獲得できた。
当時のニッポン放送の番組中、最高賞金金額コーナーだった。
- ゲストと一緒にゲルゲ 20万円クイズハンター

スペシャルウィーク時の10万円クイズハンターのスペシャル版。

### コーナー番組
3時間の放送時間内に6本の収録番組（コーナー番組）を放送。これらの番組は「ゲルゲファミリー」と呼ばれた。
- グレチキのまぜまぜパニックびっくらげ!
- 都並君・藤川君のイエローカードなんて怖くない
- 瀬戸朝香 せーとー派宣言
- ゲルゲ・夜のドラマシアター
- V6・ジャニーズJrのカミセンニュースショー → V6のカミセンミュージアム
- 秋葉原ヤング電気館
- MAICO2010
- シャ乱Qつんく♂のギラギラ来てるかい
- TOKIOナイトCLUB 長瀬くんと松岡くん
- 飛び出せヤンヤンヤン
- 全国出店! 篠原ともえ寿司
- ゲルゲレコード お台場総本店
- つぶやきシローと中山エミリのゲルゲ夜の警備室 ザ・ナイトパトロール
- ぽっぷん王国ミュージックスタジアム
- ハイ!SPEEDで行こう!
- L'Arc〜en〜Ciel OH!DAIVA TO BLUE
- 深田恭子 IN MY ROOM
- お笑い ゲルゲ合戦

## テーマソング
- the perfect crime ～恋の完全犯罪～  歌：The JUICE
- Mr.ダイナマイト2号のテーマ  歌：CURIO
- オレンジのKISS  歌：CURIO
  - CURIOによる2曲は、歌詞の一部が「ゲルゲ」に変更された番組オリジナルバージョンで使用。

## イベント
- ゲルゲ10万円クイズハンター in 川崎球場 - 1997年8月28日（15:00 - 18:00）

司会：井手功二、LFクールK、丹下桜、ゲスト：篠原ともえ、桜井智、チャーミースマイル&グリーンヘッド、超能力アーティスト、 エヴァ声優
このイベントの際、井手が川崎球場で暴れ過ぎて、以後球場から番組に賃貸させない意向を示した
- ハドソンPresents "桃太郎電鉄7" 発売記念 ゲルゲボンビー紅白歌合戦 in 武道館 - 1997年12月29日（16:00 - 20:20）

井手功二、丹下桜、チャーミースマイル&グリーンヘッド、猿岩石、日替わりアシスタント(月曜：大賀埜々、火曜：麻績村まゆこ、水曜：仲間由紀恵、木曜：江藤麻由), 篠原ともえ、U-turn、CURIO、森リトルレバー(森健一ディレクター、江藤麻由、番組担当アルバイト｛クリリン｝からなるユニット)
- ゲルゲ夏祭り10万円クイズハンター in 有明コロシアム - 1998年8月28日

チャーミースマイル&グリーンヘッド、CURIO、S.O.A.P、電撃ネットワーク、Say a Little Prayer

## Web展開

### オールナイトニッポンモバイル
番組終了から10年程経過した2009年、携帯電話サイトオールナイトニッポンモバイルにて、Webコンテンツの1つとして、『井手コウジとクールKのゲルゲットショッキングセンター』として復活。2012年まで新作が製作されており、フィーチャーホン用Webサイトと、スマートフォンアプリケーションで配信されていた。
なお、このオールナイトニッポンモバイルのオープニングテーマである「City Lights Samba」は井手功二の作品である。